# Carl Friedrich Mack
Carl Friedrich Mack (* 19. Februar 1785; † nach 1861) war ein Politiker der Freien Stadt Frankfurt.
Carl Friedrich Mack war Maurermeister in Frankfurt am Main. Von 1856 bis 1861 war er als Senator Mitglied im Senat der Freien Stadt Frankfurt. Er gehörte dem Gesetzgebenden Körper von 1817 bis 1822 und von 1828 bis 1833 an. 